# باكو بونت
باكو بونت (بالإسبانية: Francisco Bonet Serrano)‏ هو لاعب كرة قدم إسباني، ولد في 27 يونيو 1959 في المنكب في إسبانيا. لعب مع ريال مايوركا وريال مدريد ونادي إلتشي.

## وصلات خارجية
- باكو بونت على موقع ناشيونال فوتبول تيمز (الإنجليزية)
- باكو بونت على موقع عالم كرة القدم.نت (الإنجليزية)